# Benjamin C. Thompson
Benjamin C. Thompson (3 de julio de 1918 - 21 de agosto de 2002) fue un arquitecto estadounidense.

## Biografía
Thompson nació en Saint Paul, Minnesota, se graduó en la Universidad de Yale en 1941. Después de graduarse luchó durante cuatro años en la armada americana durante la Segunda Guerra Mundial. Después de la guerra se instaló en Cambridge, Massachusetts donde residió hasta su muerte.
Thompson estuvo casado en primeras nupcias con Mary Okes, y fue padre de 5 hijos: Deborah, Anthony, Marina, Nicholas y Benjamin.
Su segunda mujer fue la urbanista Jane McCullough Thompson, con la que colaboró en sus principales proyectos.

## Trayectoria
Thompson comenzó su carrera como arquitecto en 1946 cuando fundó junto a Walter Gropius The Architects' Collaborative. Los otros socios eran Norman C. Fletcher (1917-2007), Jean Bodman Fletcher (1915-1965), John C. Harkness (1916-2016), Sarah P. Harkness (1914-2013), Robert S. McMillan (1916-2001), Louis A. McMillen (1916-1998).
En 1953 fundó el "Design Research", una compañía que suministraba muebles de interior y accesorios.
Thompson diseñó la primera tienda de Design Research, notable por sus grandes aperturas y el uso del cristal, posteriormente la empresa abrió tiendas en Nueva York (1964) y San Francisco (1965). Thompson estaba muy interesado en la arquitectura modernista, pero sin embargo mantuvo un equilibrio con su aprecio por la arquitectura antigua. A finales de los años 50 renovó los históricos dormitorios del Harvard Yard's mediante la actualización de su disposición interior pero manteniendo inalterado el exterior. Poco tiempo después persuadió a Harvard para remodelar el Boylston Hall (construido en 1857) antes de que fuese demolido.
Durante estos años, Thompson enseñó arquitectura en la Universidad de Harvard, donde fue director de Departamento entre 1964 y 1968. En su ensayo de 1966, “Visual Squalor and Social Disorder,” debatió sobre la necesidad de que la arquitectura urbana alentase, más que desalentase, el placer y la vida urbana. Para este fin, en 1967 propuso revivir los mercados históricos de Boston con puestos de comida, cafés, restaurantes y carritos.
Thompson se separó del "The Architects' Collaborative" en 1966, y creó su propia firma, Benjamin Thompson and Associates (BTA).
Probablemente gran parte de su fama se debe a una serie de colaboraciones con James W. Rouse, incluyendo el Faneuil Hall Marketplace (1976), el Harborplace (1980), el South Street Seaport (1985), el Bayside Marketplace en Miami (1987) y el Jacksonville Landing en Jacksonville, Florida (1987).

## Reconocimientos
Recibió el doctorado honoris causa del Colby College, la Universidad de Massachusetts y el Colegio de Arte y Diseño de Minneapolis. En 1987 el BTA recibió el AIA Firm Award y en 1992 Thompson fue galardonado con el mayor honor en la arquitectura americana, la medalla de oro del AIA.